# Anhalt-Bernburg-Schaumburg-Hoym
Anhalt-Bernburg-Schaumburg-Hoym fou un principat del Sacre Imperi Romanogermànic.
A la mort del príncep Víctor Amadeu d'Anhalt-Bernburg el 1718, el país es va repartir entre els seus dos fills; el segon Leberecht va rebre el territori que fou anomenat Anhalt-Zeitz-Hoym. El 1727 el nou duc va canviar el nom fou canviat a Anhalt-Bernburg-Schaumburg-Hoym. A la mort del príncep Frederic el 24 de desembre de 1812 la branca es va extingir i el territori va passar a la branca sènior (Anhalt-Bernburg).

## Principat d'Anhalt-Zeitz-Hoym 1718-1727
- Leberecht d'Anhalt-Zeitz-Hoym 1718-1727
- Víctor Amadeu 1727

## Principat d'Anhalt-Bernburg-Schaumburg-Hoym 1727-1812
- Víctor Amadeu o Victor I d'Anhalt-Bernburg-Schaumburg-Hoym 1727-1772
- Carles Lluís d'Anhalt-Bernburg-Schaumburg-Hoym 1772-1806
- Frederic d'Anhalt-Bernburg-Schaumburg-Hoym (a Hoym) 1806-1811
- Víctor II d'Anhalt-Bernburg-Shaumbourg-Hoym (a Schaumburg) 1806-1812